# 獨角鯨級潛艇 (1915年)
獨角鯨級（Narval-class）是為俄羅斯帝國海軍建造的一批潛艇，由電船公司設計，是在1911年計劃訂購的「Holland 31A」設計。獨角鯨級潛艇功能先進，其中的功能包括水密艙壁、緊急下潛艙和重力填充壓載艙，這些都是當時俄羅斯設計的潛艇所不俱備的，受到俄羅斯海軍的好評。這些潛艇在第一次世界大戰期間於黑海艦隊服役，共擊沉了8艘商船和74艘沿岸船隻。
1917年底，這些潛艇被轉入儲備。1919年4月在塞瓦斯托波爾附近被英國軍隊鑿沉。

## 潛艇
三艘潛艇建造於尼古拉耶夫造船廠。
| 名稱     | 西里爾字母 | 含義   | 下水          | 結局                            |
| -------- | ---------- | ------ | ------------- | ------------------------------- |
| Narval   | Нарвал     | 獨角鯨 | 1915年4月11日 | 1919年4月26日在塞瓦斯托波爾沉沒 |
| Kit      | Кит        | 鲸魚   | 1915年5月     | 1919年4月26日在塞瓦斯托波爾沉沒 |
| Kashalot | Кашалот    | 抹香鯨 | 1915年8月22日 | 1919年4月26日在塞瓦斯托波爾沉沒 |

鯨魚號（Kit）於1934年被蘇聯特種水下工程探險隊（EPRON）打撈上岸，另外兩艘潛艇的船體仍留在被鑿沉處。獨角鯨號（Narval）的所在之處直到2014年10月才為人所知，一些歷史學家則認為實際上早在1980年就被蘇聯水下實驗室「Bentos-300」發現。2018年6月，俄羅斯地理學會塞瓦斯托波爾分會、俄羅斯聯邦國防部和塞瓦斯托波爾國立大學聯合考察，利用遙控潛水器對包括獨角鯨號和抹香鯨號（Kashalot）在內的五艘潛艇殘骸進行調查。據2019年5月報導，沉船遺址將被列為文化遺產。

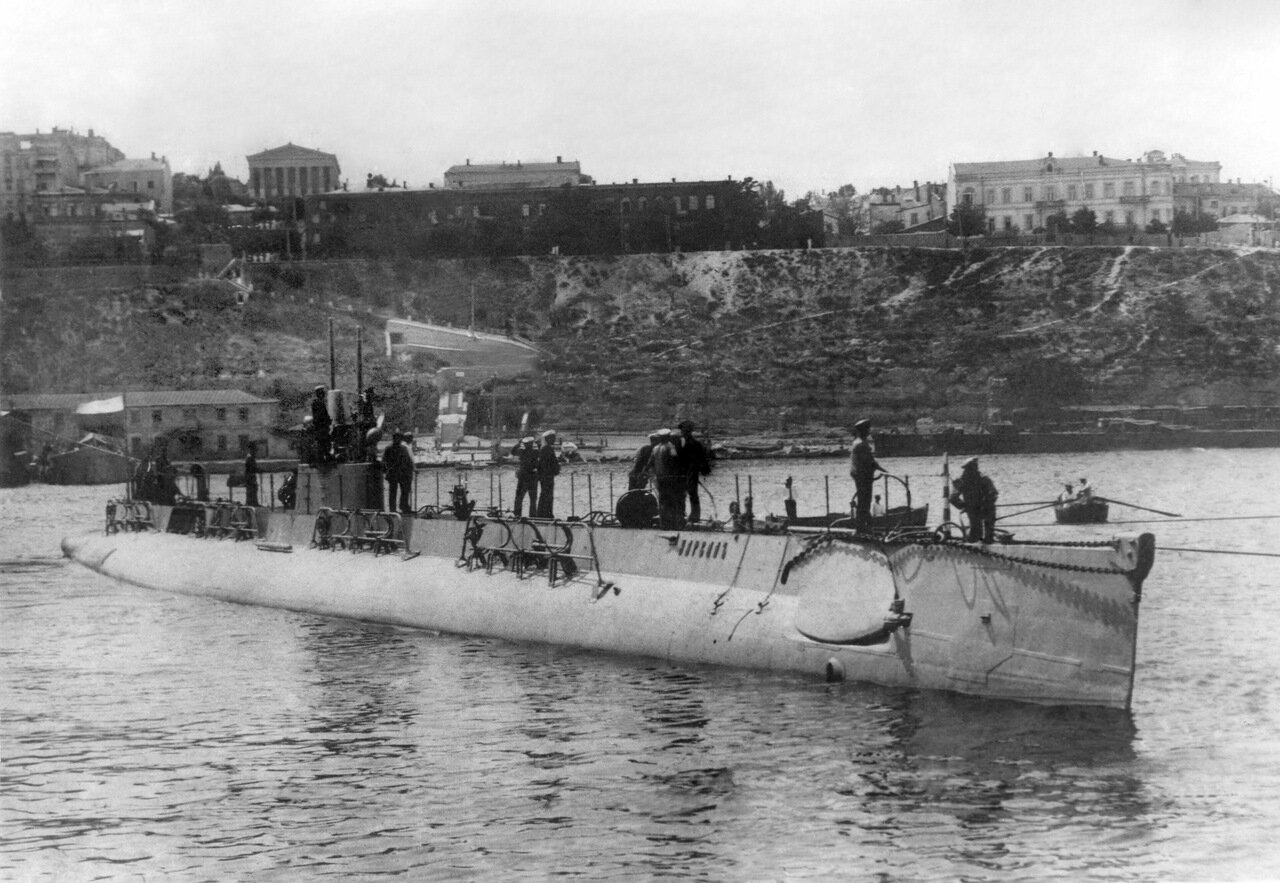
塞瓦斯托波爾尤茲納亞灣（Yuzhnaya Bay）的獨角鯨號

## 延伸閱讀
- Gardiner, Robert (编). . Naval Institute Press. 1985  [13 August 2011]. ISBN 978-0-87021-907-8.
- [Narval class (project "Holland-31A" (Holland-XXXIA), USA)]. deepstorm.ru.   [2011-08-13]. （原始内容存档于2020-01-13） （俄语）.
- Zablocki V.P. . Marine Collection 12/2011.